# 呂宋青鱂
呂宋青鱂（學名：Oryzias luzonensis） 是辐鳍鱼纲颌针目异鳉科青鱂屬下的一種淡水魚，其种加词“luzonensis”意为“菲律宾吕宋岛的”。原産於菲律賓呂宋島，很難飼養，體長可達4公分，體色為泛黃的淺灰色。